# Svenska cupen i fotboll för damer 2007
Svenska cupen i fotboll för damer 2007 spelades mellan den 24 februari och den 15 augusti 2007. Cupen vanns av Umeå IK FF som slog AIK i finalen med 4 - 3.

## Resultat

### Omgång 1
2007-02-24 14:00	Vendelsö IK - IFK Lidingö FK
0 - 5
20	Torvalla IP 1 

2007-03-24 15:00	Hässelby SK FF - IK Tun
1 - 3
50	Hässelby IP 1 

2007-03-27 19:00	Romelanda UF - IF Norvalla
1 - 5
65	Romevi 

2007-03-28 19:30	Sollentuna DFF - Älta IF
2 - 1
20	Älta IP 1 

2007-03-31 13:45	Klintehamns IK - P18 IK
4 - 3
50	

2007-04-01 16:00	Reymersholms IK - Sätra SK
0 - 1
60	Zinkensdamms IP 1 

2007-04-02 20:30	Bele Barkarby IF - Triangelns IK
4 - 1
37	Järfällavallen 1 

2007-04-05 18:00	Ljungskile SK - Byttorps IF
0 - 2
100	

2007-04-08 16:00	Vaksala SK - Rönninge Salem FF
4 - 1
44	

2007-04-09 14:00	Belganet-Hallabro IF - Hässleholms IF
2 - 1
65	

2007-04-09 15:00	Kortedala IF - Kungsbacka IF
3 - 1
40	Bergsjövallen 2 Konstgräs 

2007-04-09 17:00	Falu Elit DFF - Östervåla IF
0 - 3
43	Kopparvallen 
2007-04-11 20:00	Rimbo IF - Rågsveds IF
2 - 3
20	

### Omgång 2
2007-04-09 13:00	Runsten/Möckleby IF - Rödsle BK
4 - 2
25	

2007-04-09 14:00	Alby FF - Krokom/Dvärsätts IF
0 - 8
45	

2007-04-09 15:00	IF Böljan - IFK Värnamo
1 - 3
57	

2007-04-09 16:00	Gislaveds IS - Dalsjöfors GoIF
0 - 10
63	

2007-04-12 20:15	IFK Lidingö FK - Tyresö FF
2 - 3
25	Lidingövallen 

2007-04-14 14:00	Veberöds AIF - Asarums IF FK
2 - 6
25	Romelevallen 

2007-04-14 14:00	Sösdala IF - Vittsjö GIK
0 - 11
85	

2007-04-14 14:00	IFK Hässleholm - BK Vången
1 - 4
45	Österås IP 

2007-04-14 14:00	Bergsjö IF - Söråkers FF
5 - 1
25	

2007-04-14 15:00	Råå IF - Falkenbergs FF
1 - 3
62	

2007-04-15 12:00	Västanfors IF FK - Danmarks IF P00
2 - 6
50	

2007-04-15 14:00	Bele Barkarby IF - FoC Farsta
1 - 3
70	Järfällavallen 1 

2007-04-15 16:30	Modo FF - Torpshammars IF
4 - 1
33	

2007-04-15 17:00	IK Tun - Gamla Upsala SK
3 - 1
102	Enstaberga IP 

2007-04-15 17:00	Näsets SK - Onsala BK
3 - 0
45	

2007-04-17 18:15	IF Norvalla - Hällesåker IF
4 - 1
62	Norvalla IP 

2007-04-18 19:00	Karlskrona FF - Madesjö IF
4 - 1
25	

2007-04-18 19:00	Mariestads BOIS FF - Byttorps IF
2 - 6
58	Lekevi IP 

2007-04-18 19:00	IFK Gävle Dam - IF Team Hudik
2 - 3
122	

2007-04-18 19:30	Ope IF - Remsle UIF
1 - 2
61	

2007-04-19 20:00	Stuvsta IF - IFK Viksjö
4 - 2
40	Visättra IP 1 

2007-04-20 19:30	Notvikens IK - IFK Åkullsjön
7 - 6
25	

2007-04-21 14:00	Haparanda FF - Bergsbyns SK
WO (3 - 0)
	Gränsvallen 

2007-04-22 12:00	Sätra SK - Klintehamns IK
1 - 0
150	

2007-04-22 13:00	Skutskärs IF FK - Färnäs SK
2 - 3
100	

2007-04-22 14:00	Töreboda IK - Bråtens IK
2 - 3
100	

2007-04-22 15:00	Mossens BK - Frändefors IF
7 - 0
30	

2007-04-22 17:00	Villastadens IF - Glanshammars IF
1 - 5
50	

2007-04-25 00:00	Kimstad GoIF - Ormaryds IF
0 - 4
40	

2007-04-25 00:00	Örebro SK Söder Dam - Tuna/Ekeby BK
WO (3 - 0)
	Behrn Arena 

2007-04-25 00:00	Heffnersklubbans BK - Kramfors Alliansen
3 - 1
45	

2007-04-25 18:00	Östervåla IF - Gideonsbergs IF
0 - 5
72	Lundavallen, Östervåla 

2007-04-25 18:30	Vaksala SK - Enskede IK
WO (3 - 0)
	

2007-04-25 18:30	Belganet-Hallabro IF - Ljungby IF
2 - 1
62	

2007-04-25 18:30	Rödeby AIF - Lindsdals IF
1 - 2
65	

2007-04-25 18:30	Tjust IF - Åtvidabergs FF
2 - 4
	

2007-04-25 18:30	FC Djursholm United - IF Brommapojkarna
1 - 2
50	

2007-04-25 18:30	Alviks IK - Morön BK
6 - 0
78	

2007-04-25 19:00	Kortedala IF - Jitex BK
0 - 2
82	Kortedalavallen 1 Gräs 

2007-04-25 19:00	Surahammars FK - Bollstanäs SK
0 - 12
57	

2007-04-25 19:30	Röbäcks IF - Hägglunds IoFK
2 - 3
39	

2007-04-25 20:30	Sollentuna DFF - Rågsveds IF
0 - 4
10	Hagsätra IP 1 

### Omgång 3
2007-05-01 14:00	Falkenbergs FF - Dalsjöfors GoIF
4 - 0

	
2007-05-02 18:30	Bergsjö IF - IF Team Hudik
1 - 3
65	

2007-05-02 19:00	Vaksala SK - Tyresö FF
0 - 1
47	

2007-05-03 18:30	Mossens BK - IF Norvalla
1 - 5
43	Mossens IP 1 Gräs 

2007-05-08 18:30	Runsten/Möckleby IF - Lindsdals IF
1 - 6
30	

2007-05-08 19:00	Näsets SK - Jitex BK
2 - 4
65	Åkeredsvallen 1 Gräs 

2007-05-08 19:00	Modo FF - Notvikens IK
2 - 3
34	Skyttis IP 

2007-05-08 19:30	Heffnersklubbans BK - Hägglunds IoFK
0 - 2
55	Norrporten Arena 

2007-05-09 18:30	Belganet-Hallabro IF - IFK Värnamo
2 - 7
42	

2007-05-09 18:30	Asarums IF FK - BK Vången
4 - 5
60
	
2007-05-09 18:45	Ormaryds IF - Byttorps IF
1 - 2
44
	
2007-05-09 19:00	Karlskrona FF - Vittsjö GIK
WO (3 - 0)

	
2007-05-09 19:00	Bråtens IK - Glanshammars IF
3 - 4
187
	
2007-05-09 19:00	IK Tun - FoC Farsta
2 - 1
104
	
2007-05-09 19:00	Åtvidabergs FF - Örebro SK Söder Dam
3 - 0
105
	
2007-05-09 19:00	Färnäs SK - Gideonsbergs IF
0 - 4
79
	
2007-05-09 19:00	Remsle UIF - Krokom/Dvärsätts IF
3 - 2
58
	
2007-05-09 19:30	IF Brommapojkarna - Danmarks IF P00
2 - 0
47
	
2007-05-09 19:30	Sätra SK - Rågsveds IF
1 - 8
35	Sätra IP 1 

2007-05-09 19:30	Haparanda FF - Alviks IK
2 - 7
57
	
2007-05-09 20:00	Stuvsta IF - Bollstanäs SK
0 - 6
47

### Omgång 4
2007-05-15 19:00	Glanshammars IF - QBIK
0 - 4
120
	
2007-05-15 19:00	Bollstanäs SK - Hammarby IF DFF
0 - 3
149	Bollstanäs IP 1

2007-05-16 18:30	BK Vången - LdB FC Malmö
0 - 6
260	Oxievångs IP 

2007-05-16 18:30	IF Team Hudik - Bälinge
0 - 3
262	Glysisvallen 

2007-05-16 19:00	IK Tun - KIF Örebro DFF
0 - 8
326	

2007-05-16 19:00	Åtvidabergs FF - Linköpings FC
0 - 7
257	

2007-05-16 19:00	Rågsveds IF - Djurgården
0 - 10
95	Hagsätra IP 1

2007-05-16 19:00	Hägglunds IoFK - Remsle UIF
5 - 4
91	Skyttis IP 

2007-05-16 19:30	Tyresö FF - Gideonsbergs IF
2 - 0
105	Tyresövallen 1 

2007-05-16 19:30	IF Brommapojkarna - AIK
0 - 1
105	Grimsta IP 1 

2007-05-17 15:00	IF Norvalla - Jitex BK
3 - 0
79	Norrvalla IP 

2007-05-17 15:00	Byttorps IF - IFK Värnamo
1 - 6
62	Ramnavallen 

2007-05-17 15:00	Alviks IK - Umeå IK
0 - 3
810	

2007-05-17 16:00	Falkenbergs FF - Kopparbergs/Göteborg
0 - 2
222	Falkenbergs IP

2007-05-17 17:00	Notvikens IK - Sunnanå SK
1 - 4
225	Tunavallen 

2007-05-19 15:00	Karlskrona FF - Lindsdals IF
1 - 0
73	

### Åttondelsfinal
2007-05-30 18:00	AIK - QBIK
3 - 2
76	Skytteholms IP 1 
2007-05-30 18:30	IFK Värnamo - Linköpings FC
0 - 4
112	Finnvedsvallen 
2007-05-30 19:00	Hägglunds IoFK - Umeå IK
0 - 12
1 050	Skyttis IP 
2007-05-30 19:00	Tyresö FF - KIF Örebro DFF
0 - 1
211	Tyresövallen 1 
2007-05-30 19:00	IF Norvalla - Kopparbergs/Göteborg
1 - 6
371	Norvalla IP 
2007-05-30 19:00	Karlskrona FF - LdB FC Malmö
0 - 3
407	Västra Mark IP 
2007-05-30 19:00	Sunnanå SK - Djurgården
10 - 9
317	Norvalla IP 
2007-05-30 19:00	Bälinge - Hammarby IF DFF
1 - 0
174	Bälinge IP 

### Kvartsfinal
2007-07-04 19:00	LdB FC Malmö - Kopparbergs/Göteborg
3 - 0
566	Malmö IP 
2007-07-04 19:00	AIK - Bälinge
4 - 1
102	Skytteholms IP 1 
2007-07-04 19:00	Linköpings FC - KIF Örebro DFF
0 - 2
459	Folkungavallen 
2007-07-04 19:00	Umeå IK - Sunnanå SK
3 - 1
2 098	Tjärnvallen IP 

### Semifinal
2007-07-31 19:00	AIK - KIF Örebro DFF
1 - 0
486	Skytteholms IP 1 
2007-08-01 19:00	Umeå IK - LdB FC Malmö
4 - 2
1 498	Gammliavallen 

## Final
|       | 15 augusti 2007 | AIK                                                   | 3 – 4         | Umeå IK FF                                         | Skytteholms IP                                                  |                                                                 |
| 19:20 | 19:20           | Laura Kalmari 61′ Frida Höglund 80′ Frida Höglund 80′ | (0–3) Rapport | Marta 10′ Marta 14′ Madeleine Edlund 40′ Marta 86′ | Solna Publik: 1 310 Domare: Marie-Louise Svanström, Trollhättan | Solna Publik: 1 310 Domare: Marie-Louise Svanström, Trollhättan |
| 19:20 | 19:20           |                                                       |               |                                                    | Solna Publik: 1 310 Domare: Marie-Louise Svanström, Trollhättan | Solna Publik: 1 310 Domare: Marie-Louise Svanström, Trollhättan |
| 19:20 | 19:20           |                                                       |               |                                                    | Solna Publik: 1 310 Domare: Marie-Louise Svanström, Trollhättan | Solna Publik: 1 310 Domare: Marie-Louise Svanström, Trollhättan |

## Mästarlaget
Carola Söberg -  Anna Paulson, Karolina Westberg, Emma Berglund, Maria Bergkvist, Lise Klaveness, Lisa Dahlqvist,  Elaine Moura, Ramona Bachmann (Erika Karlsson 73'),  Madelaine Edlund,  Marta

### Fotnoter
1. ↑  ”Svenska Cupen, Damer 2007”. Svenska Fotbollförbundet. Arkiverad från originalet den 28 mars 2020. https://web.archive.org/web/20200328170518/https://www.svenskfotboll.se/serier-cuper/tabell-och-resultat/svenska-cupen-damer/738/. Läst 28 mars 2020.